# Draeculacephala paludosa
Draeculacephala paludosa är en insektsart som beskrevs av Ball et China 1933. Draeculacephala paludosa ingår i släktet Draeculacephala och familjen dvärgstritar. Inga underarter finns listade i Catalogue of Life.